# Stephanostomum hispidum
Stephanostomum hispidum är en plattmaskart. Stephanostomum hispidum ingår i släktet Stephanostomum och familjen Acanthocolpidae. Inga underarter finns listade i Catalogue of Life.